# John Taverner
Ne doit pas être confondu avec le compositeur anglais contemporain John Tavener
John Taverner (vers 1490 - 18 octobre 1545) est un compositeur anglais de la Renaissance.

## Biographie
On connaît peu de choses de la vie de Taverner. Il est né dans le comté de Lincolnshire, peut-être aux environs de Tattershall. En 1524, il est membre, puis maître du chœur de la collégiale de Tattershall. 
En 1526, il est nommé maître du chœur (Informator choristorum) à Cardinal College à Oxford, peu après sa fondation par son protecteur, le cardinal Thomas Wolsey. L'institution était dotée d'un chœur de seize choristes et de douze « clercs habiles à la polyphonie ».
Il a été emprisonné en 1528 pour hérésie ou sympathie luthérienne, comme d'autres membres de l'université et malgré la protection du cardinal Wolsey. Après la chute de ce dernier, il démissionne de sa charge en avril 1530 et on ignore tout de sa vie jusqu'en 1536.
Il occupe un autre poste à l'église Saint-Botolphe de Boston, dans son Lincolnshire natal, à partir de 1537, pour ensuite se retirer en notable de la ville et y mourir. Il est enterré sous la tour de l'église de la paroisse.
Taverner est sans doute le plus grand compositeur de l'époque d'Henri VIII. Que le thème de l'In Nomine de la Messe Gloria tibi Trinitas traverse l'histoire est le signe de son importance historique (de multiples In Nomine furent composés par les compositeurs ultérieurs, en hommage à Taverner), mais il ne suffirait de compter que les innovations de la texture polyphonique que contiennent ses œuvres pour en considérer l'importance.

## Œuvres
Ont survécu de John Taverner environ 70 œuvres.

### Messes
Les messes de Taverner ne comportent pas de Kyrie.
1. Missa Gloria tibi Trinitas (6 voix) - Le plain-chant de l'in nomine du Benedictus a été utilisé par nombre de compositeurs dans des pièces instrumentales (plus de 150) depuis la première transcription pour virginal figurant dans une anthologie de Thomas Mulliner. Puis on le retrouve transformé pour violes (en premier, 21 fois par Christopher Tye) ou orgue jusqu'à Henry Purcell (voyez par exemple ce disque).
2. Missa Corona Spinea (6 voix)
3. Missa O Michael (6 voix)
4. Missa Sancti Wilhelmi (5 voix)
5. Missa Mater Christi (5 voix) - La messe utilise le motet Mater Christi Sanctissima comme fil conducteur.
6. The Mean Mass (5 voix)
7. The Plainsong Mass (4 voix)
8. The Western Wynde Mass (4 voix) - Cette messe cite neuf fois une mélodie profane anonyme "Western Wynde" :

Vent d'ouest, souffle quand tu voudras !

La pluie peut bien tomber en fines gouttes.

Ciel ! si seulement mon amour était dans mes bras,

Et si j'étais à nouveau étendu sur ma couche !
Elle est traitée selon la technique de la variation. L'utilisation d'une chanson profane provient du continent : en Angleterre il était plutôt de tradition d'utiliser un cantus firmus grégorien ou autre. Christopher Tye et John Sheppard donneront chacun une messe sur ce même thème.

### Fragments de messes
1. Christ eleison (3 voix)
2. Leroy Kyrie (4 voix)

### Antiphonia Votives
1. Ave Dei Patris filia (5 voix)
2. Gaude plurimum (5 voix)
3. O splendor gloriae (5 voix) - Antienne. Selon un copiste mort en 1615, John Baldwin,  la seconde partie pourrait être de Christopher Tye[3].

### Musique pour l'office
1. Alleluya. Veni electa (4 voix)
2. Alleluya (4 voix)
3. Te Deum (5 voix)

### Motets
1. Audivi vocem de caelo (4 voix)
2. Ave Maria (5 voix)
3. Dum transisset sabbatum (I) (4 ou 5 voix) - Répons de pâques
4. Dum transisset sabbatum (II) (4 voix)
5. Ecce carissimi
6. Ex ejus tumba - Sospitati dedit aegro
7. Fac nobis secundum hoc nomen (5 voix)
8. Fecundata sine viro (3 voix)
9. Hodie nobis caelorum rex
10. In pace in idipsum (4 voix)
11. Jesu spes poenitentibus (3 voix)
12. Magnificat (4 voix)
13. Magnificat (5 voix)
14. Magnificat (6 voix)
15. Mater Christi (5 voix)
16. O Christe Jesu pastor bone (5 voix) - ou "O Wilhelme, pastor bone". Taverner réutilise cette antienne dans sa messe Sancti Wilhelmi (début et fin du Gloria et dans l'Agnus Dei).
17. Prudens virgo (3 voix)
18. Quemadmodum (6 voix ou flûtes à bec) - Texte : deux premiers versets du Psaume 41.
19. Sancte deus (5 voix)
20. Sub tuum presidium (5 voix)
21. Tam peccatum (3 voix)
22. Traditur militibus (3 voix)
23. Virgo pura (3 voix)

### Œuvres profanes
1. In trouble and adversity
2. In women (2 voix)

## Discographie sélective
- Missa Gloria tibi Trinitas - The Sixteen, Harry Christophers (Hyperion)
- Missa Gloria tibi Trinitas, Leroy Kyrie - The Tallis Scholars, Peter Phillips (Gimell)[4].
- Missa Gloria tibi Trinitas - Taverner Choir, Dir. Andrew Parrott (1986, Emi « Reflex » CDC 7 49103 2)[5]
- Missa Sancti Wilhelmi - The Sixteen, Harry Christophers (Hyperion)
- Missa Mater Christi Sanctissima - The Sixteen, Harry Christophers (Hyperion)
- Missa Mater Christi Sanctissima et deux antiphons - Christ Church Choir, dir. Stephen Darlington (1989, Nimbus Records NI 5218)
- Missa O Michael - The Sixteen, Harry Christophers (Hyperion)
- Western Wind Mass (+ Tye et Sheppard) - Tallis Scholars, Peter Phillips (Gimell)
- Motet Quemadmodum - The Gesualdo Six (English Motets, Hyperion, 2018)

### Généralités
- Quelques partitions de Taverner
- « Taverner, John » (partitions libres de droits), sur l'IMSLP
- Une page de la messe The western wynde (The British Library, Ms. Add. 17803, fos  23vo -24ro )

### Bases de données et dictionnaires
- Ressources relatives à la musique :   - International Music Score Library Project
  - AllMusic
  - Carnegie Hall
  - Discogs
  - Grove Music Online
  - MusicBrainz
  - Muziekweb
  - Rate Your Music
  - Songkick
- Notices dans des dictionnaires ou encyclopédies généralistes :   - Britannica
  - Brockhaus
  - Den Store Danske Encyklopædi
  - Hrvatska Enciklopedija
  - Internetowa encyklopedia PWN
  - Nationalencyklopedin
  - Oxford Dictionary of National Biography
  - Store norske leksikon
  - Universalis
- Notices d'autorité :   - VIAF
  - ISNI
  - BnF (données)
  - IdRef
  - LCCN
  - GND
  - Belgique
  - Pays-Bas
  - Pologne
  - Israël
  - Catalogne
  - Suède
  - Norvège
  - Tchéquie
  - Lettonie
  - WorldCat